# Протоархимандрит
- В византийском обряде католической церкви монашеский духовный сан, непосредственно предшествующий сану епископа. Этот сан даётся главе грекокатолического ордена (василиане, студиты, редемптористы и др.). Этот сан был введен в грекокатолической церкви поскольку согласно Уставу этих орденов епископ не может его возглавлять, а в подчинении главы ордена находятся архимандриты его главнейших монастырей. Протоархимандрит подчиняется непосредственно главе соответствующей католической церкви восточного обряда или же (василиане) папе римскому. В православной церкви сан протоархимандрита отсутствует, поскольку в Православии не существует объединений монастырей (монашеских орденов).

- В Армянской Апостольской Церкви монашеский духовный сан, который даётся лицам, имеющим учёную степень доктора богословия. Учёная степень в Армянской Апостольской церкви присваивается исключительно безбрачному духовенству[1].